# Nel Tibout
Petronella Hendrica Catharina (Nel/Nelly) Tibout (Zwolle, 2 juni 1899 – Zeist, 10 april 1968) was een Nederlandse psychiater. Zij gaf twintig jaar leiding aan het eerste Medisch Opvoedkundig Bureau in Nederland.

## Leven en werk
Tibout werd in 1899 in Zwolle geboren als dochter van de koopman Bernardus Tibout en Johanna Louman. Nadat ze in 1925 geslaagd was voor haar artsenexamen besloot ze om zich te specialiseren in de psychiatrie en psychologie. Ze kreeg de leiding over de kinder- en de vrouwenafdeling van de Groningse Neurologische Universiteitskliniek. In 1928 kreeg ze de leiding over het eerste Medisch Opvoedkundig Bureau (MOB) in Nederland, dat gevestigd was in Amsterdam en dat opgericht was door Eugenia Cornelia Lekkerkerker. Daarnaast had ze een eigen praktijk als psychotherapeut en werkte ze voor enkele observatiehuizen voor zowel jongens als meisjes. In haar werk maakte ze gebruik van de in Amerika ontwikkelde technieken van het social casework, een methodiek, die zij in Nederland introduceerde. Tibout maakte zich sterk in haar werk voor een intensieve samenwerking met andere deskundigen op haar vakgebied. Zo betrok ze kinderartsen, maatschappelijk werkers, psychiaters en psychologen bij het werk van de MOB's. In haar behandeling stelde ze het kind centraal. Daarbij liet zij zich inspireren door de aanpak van William Healy in de Amerikaanse Child Guidance Clinics voor criminele jongeren. Zij had al voor de oprichting van de MOB's in Nederland in de jaren 1927 en 1928 onderzoek gedaan naar de ontwikkeling van deze klinieken in de Verenigde Staten. In 1948 promoveerde ze op een proefschrift getiteld "Over het onderzoek en de behandeling van kinderen met afwijkend gedrag". Bij het schrijven van haar proefschrift kon ze rijkelijk putten uit de door haar opgedane ervaring in de voorgaande jaren. Haar proefschrift, dat in 1950 werd herdrukt, werd zowel in de opleiding voor maatschappelijk werkers als in de opleiding voor psychiatrisch sociaal werkers als studieboek gebruikt.
Na haar vertrek bij het MOB in Amsterdam werd ze benoemd tot erelid van de Nederlandse Federatie van MOB’s, waarvoor ze in de voorafgaande periode bestuurlijk actief was geweest. Ook was ze bestuurslid van Pro Juventute, de Nationale Federatie van de Geestelijke Gezondheidszorg en het Amsterdams Tehuis voor Werkende Meisjes. Van 1951 tot 1962 was ze werkzaam als leeranalytica bij het Topeka Institute of Psychoanalysis in Topeka in de Amerikaanse staat Kansas.
Tibout overleed op 68-jarige leeftijd in Zeist.